# Villa Fabrice

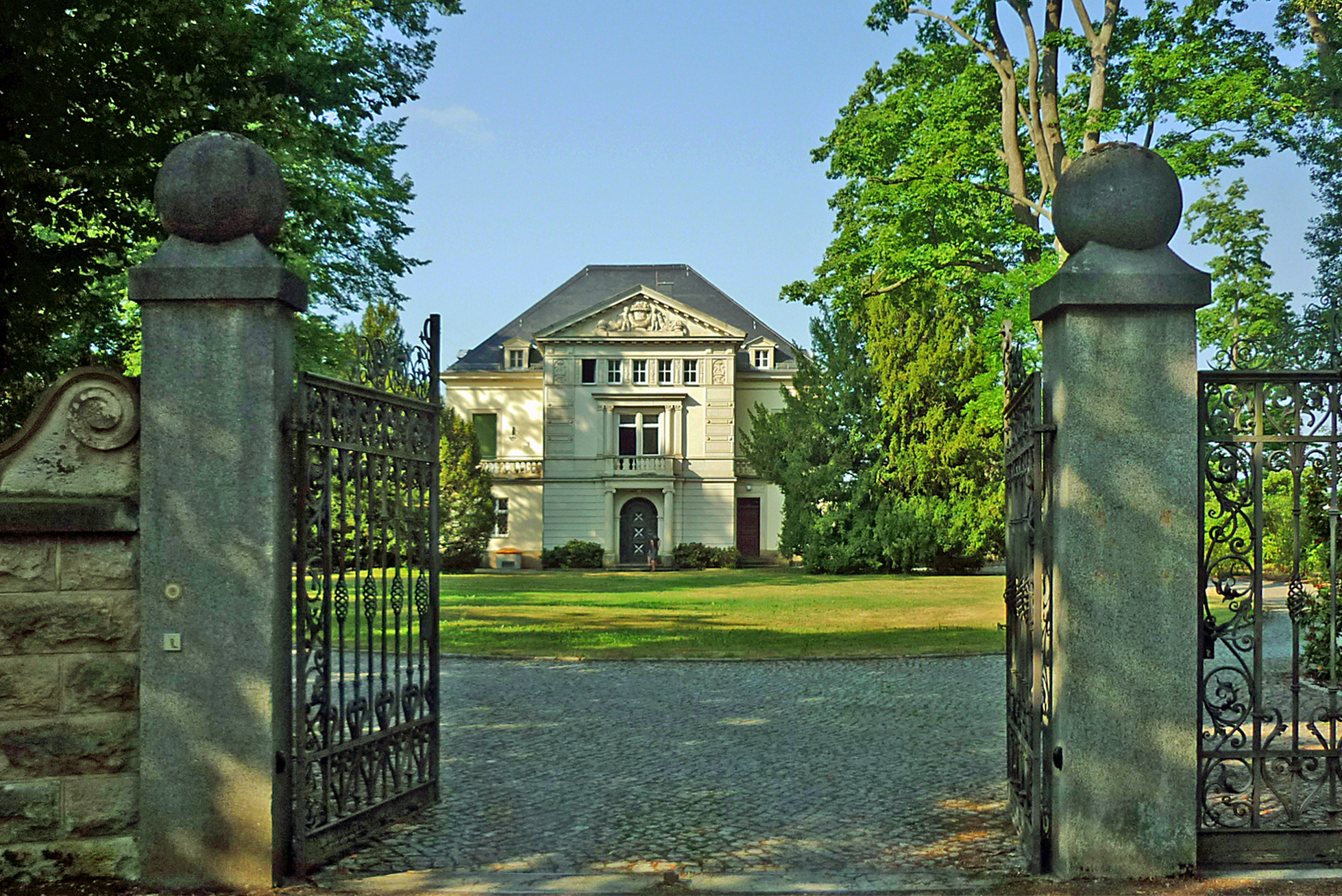
Villa Fabrice mit Toranlage

Die Villa Fabrice ist eine Villa in Dresden, Maille-Bahn 8 im Stadtteil Hosterwitz, die unter Denkmalschutz (ID-Nr. 09211124) steht. Sie war ursprünglich Wohnsitz von drei Adelsgeschlechtern (von Watzdorf, von Miltitz und von Fabrice) und dem bürgerlichen Fabrikanten Johann Carl Müller und wird heute als Senioren-Wohnanlage der nach letzterem benannten Stiftung genutzt.

## Geschichte
Luise von Watzdorf kaufte 1824 das Grundstück Maille-Bahn 8 und ließ dort ein Sommerhaus errichten. Das Haus wurde zum Treffpunkt zahlreicher adeliger Persönlichkeiten, unter anderem ihrer Cousine Auguste von Miltitz, geb. von Watzdorf, mit ihrem Gemahl Karl Borromäus von Miltitz (1781–1845) sowie des Kronprinzen Johann von Sachsen (1801–1873) mit seiner Frau Amalie (1801–1877). Im Jahr 1838 wurde das Haus umgebaut und erweitert.
Im Jahr 1864 kaufte Alfred Freiherr von Miltitz (1836–1913) das Anwesen. Er war königlicher Kammerherr und Oberzeremonienmeister am Dresdner Hof. Um 1870 erfolgte der Umbau zur Villa mit dem heutigen Aussehen.
Im Jahr 1882 kauften Eberhard von Fabrice (1851–1942) und seine Frau Friederike, geb. von Gundlach (1843–1899) das Grundstück mit Villa, Nebengebäuden, Garten und Wiese. Um 1900 wurde östlich der Villa ein Grufthaus für die verstorbene Frau und Tochter errichtet, versehen mit einer Marmorplastik von Johannes Schilling (1828–1910).
Im Juli 1903 heiratete Eberhard von Fabrice in Hosterwitz in zweiter Ehe die Engländerin Ethel Payne-Smith. Ab 1909 wohnten sie gemeinsam im Wohnsitz in Castle Lostwithiel, Cornwall, wo er im Jahr 1942 starb.
Im März 1919 wurde das Anwesen in Hosterwitz vom Amtsgericht Dresden an den Fabrikbesitzer Johann Carl Müller (1867–1944), Besitzer der Zigarettenmaschinenfabrik „Universelle“ in Dresden, übertragen. In den Jahren 1920/21 erfolgte ein Umbau und Ausbau der Villa durch den Architekten Franz Hartmann. Das östliche Nebengebäude wurde abgerissen und im westlichen Wirtschaftsgebäude entstanden Bediensteten-Wohnungen. Ab 1921 wohnten Johann Carl Müller mit seiner Ehefrau Mathilde Margarete, geb. Filbrich († 1930) sowie sein Sohn Carl Wilhelm Müller († 1943) mit seiner Ehefrau Susanne Luise, geb. Albrecht, in der Villa. Nach dem Tode der Ehefrau wurde das Grufthaus mit der Skulptur von Johannes Schilling (1828–1910) zum Waldfriedhof Weißer Hirsch umgesetzt und als Familiengrabstätte eingerichtet. Im Jahr 1943 starb auch sein Sohn.

## Nutzung nach 1945
Von 1945 bis 1948 wohnten hier Umsiedler und die früheren Bediensteten der Familie Müller.
Der Gesellschaftsraum wurde von der Gemeinde Hosterwitz für Kammerkonzerte genutzt.
Mitte 1948 wurde das Grundstück dem Verband Sächsischer Konsumgenossenschaften übertragen, der hier eine Konsumschule einrichtete, die später als Internationale Konsum-Mittelschule „Reinhold Dörbeck“ bis 1989 betrieben wurde.
Im Rahmen der Rückübertragung wurde das Grundstück Frau Anneliese Beermann (1920–2020), der Enkelin von J. C. Müller, zugesprochen, die es in die „Johann-Carl-Müller-Stiftung“ einbrachte. Danach wurde durch die Stiftung die Villa zu Senioren-Wohnungen umgebaut und ein modernes Gebäude mit 28 Appartements neu errichtet.